# 中澤梨南
中澤 梨南（なかざわ りな、2001年8月10日 - ）は、日本の女子バスケットボール選手である。ポジションはパワーフォワード。WKBLの釜山BNKサム所属。

## 来歴
埼玉県出身。父は元さいたまブロンコスのチャールズ・ジョンソン。
桜花学園高校でインターハイとウィンターカップを制し、U-16アジアカップの日本代表にも選出され準優勝。
東京医療保健大進学後はインカレ優勝を経験。
2023年12月、山梨クィーンビーズにアーリーエントリー登録。翌年4月正式契約。
2025年5月5日のフレッシュオールスターのメンバーにも選ばれ12得点を記録した。
同年オフ山梨を退団。WKBLアジアクォータードラフトにて釜山BNKサムに全体6位で指名される。

## 日本代表歴
- 2017 U16アジア杯